# Scienceworks (Melbourne)
Scienceworks est un musée scientifique situé à Melbourne, en Australie. Le lieu appartient au Museums Victoria (en), qui administre les collections culturelles et scientifiques de l'État de Victoria. Il est situé dans la banlieue de Spotswood.
Le musée, qui a ouvert ses portes le 28 mars 1992, est logé dans un bâtiment construit à cet effet, « conçu selon des lignes industrielles », à proximité de la station de pompage historique de Spotswood, construite en 1897, dont les machines à vapeur constituent une exposition connexe.
Les expositions et les activités proposées par le musée comprennent des expériences pratiques, des démonstrations et des visites. La « salle des éclairs » (the lightning room) est un auditorium de 120 places qui présente des démonstrations sur l'électricité. On y trouve une bobine géante Tesla, capable de générer deux millions de volts, produisant des éclairs de trois mètres. Le planétarium de Melbourne est hébergé sur place.
Jusqu'à la fin 2013, la tour de l'horloge de 1883 de la gare de Flinders Street était également située au musée,. L'horloge avait été transférée à la gare de Princes Bridge en 1905, puis à la gare de Spencer Street en 1911, où elle demeura jusqu'à ce qu'elle soit vendue à des propriétaires privés après le réaménagement de la gare en 1967. L'horloge, restaurée avec un mouvement électrique, est maintenant située à la gare de Southern Cross.